# M4-Wagen
Als M4-Wagen werden Reisezugwagen der NMBS/SNCB für den innerbelgischen Verkehr bezeichnet, die zwischen 1979 und 1982 hergestellt wurden.

## Geschichte
Die M4-Wagen lösten bei ihrer Inbetriebnahme die M1-Wagen ab, die zwischen 1935 und 1937 gebaut wurden und seitdem nicht modernisiert worden waren. Des Weiteren wurden die Wagen für Züge über längere Entfernungen im belgischen Netz konstruiert. Innerhalb von vier Jahren wurden 547 Wagen gebaut;  lediglich von den M2-Wagen wurde dieser Wert übertroffen. Aufgrund der hohen Stückzahl waren die Wagen in ganz Belgien anzutreffen.
Zwischen September 1996 und Dezember 2002 wurden die Wagen in Mechelen überholt. Dabei wurde die Innenausstattung erneuert und die Farbgebung an das aktuelle weiß-blau-rote Design der NMBS/SNCB angepasst. Seit der Inbetriebnahme der I11-Wagen und der Reihe AM 96 werden die M4-Wagen hauptsächlich in Verstärkerzügen zur Hauptverkehrszeit eingesetzt.
2020 berichteten Medien, dass die NMBS/SNCB alle noch verfügbaren Züge bis 2023 außer Dienst stellen und veräußern möchte, diese jedoch asbestbelastet seien.

## Technik
Die zulässige Höchstgeschwindigkeit der Wagen beträgt 160 km/h gegenüber 140 km/h der Vorgängerserien M1 und M2. Die Drehgestelle des Typs Y 32 sind baugleich mit denen in französischen Corail-Wagen und wurden zuvor in umgebauten M2-Wagen erprobt. Zehn Steuerwagen des Typs M4 ADx besitzen die Zulassung für das französische Netz, zehn Wagen des Typs M4 B eine eingebaute Küche.

## Varianten
Es existieren fünf Varianten des Typs M4:
- M4 A: Wagen erster Klasse
- M4 AD: Wagen erster Klasse mit Gepäckabteil
- M4 ADx: Steuerwagen erster Klasse mit Gepäckabteil
- M4 B: Wagen zweiter Klasse
- M4 BD: Wagen zweiter Klasse mit Gepäckabteil

## Bilder

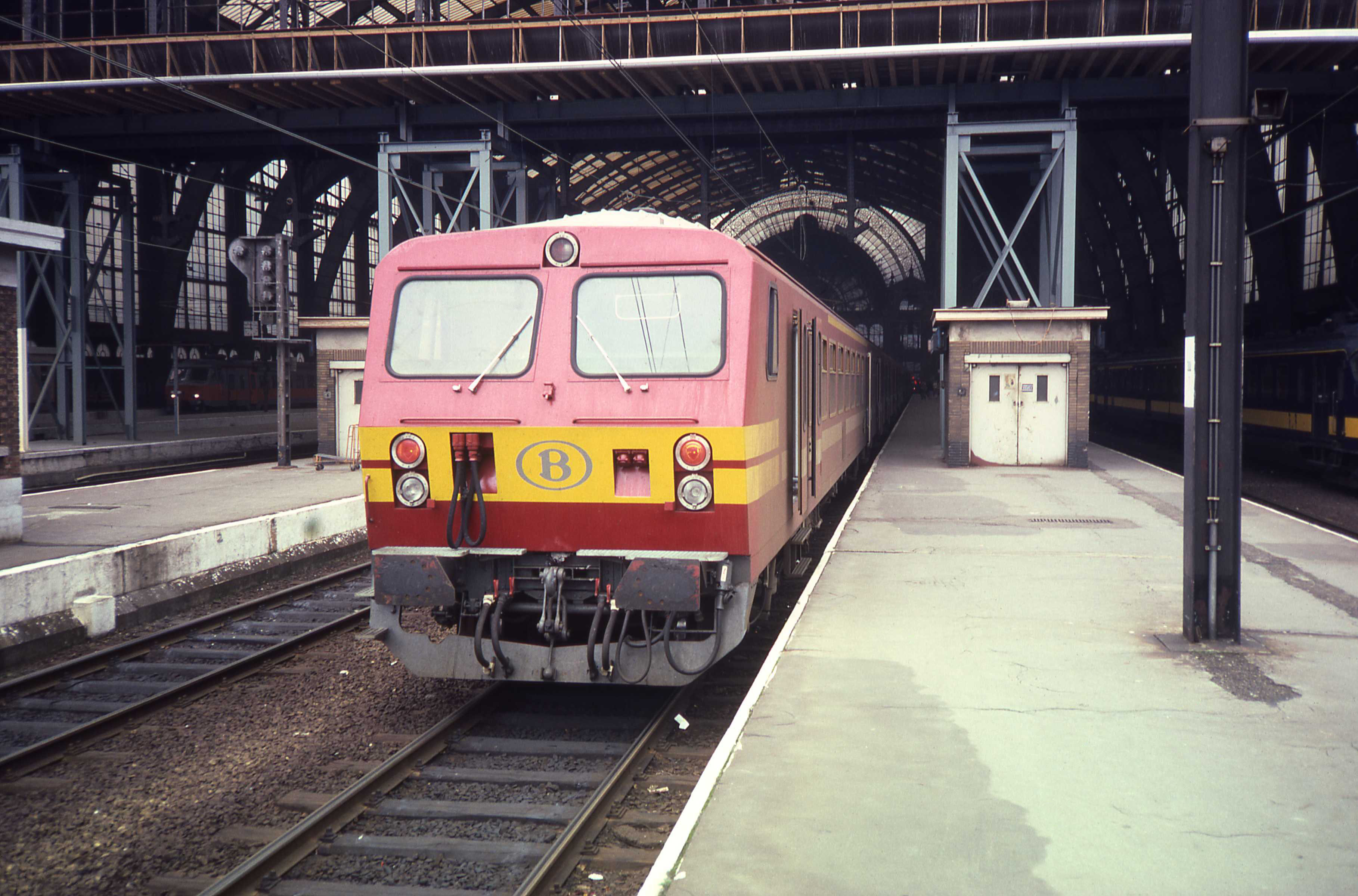
Steuerwagen M4 ADx in der ursprünglichen Farbgebung im Juni 1984 in Antwerpen
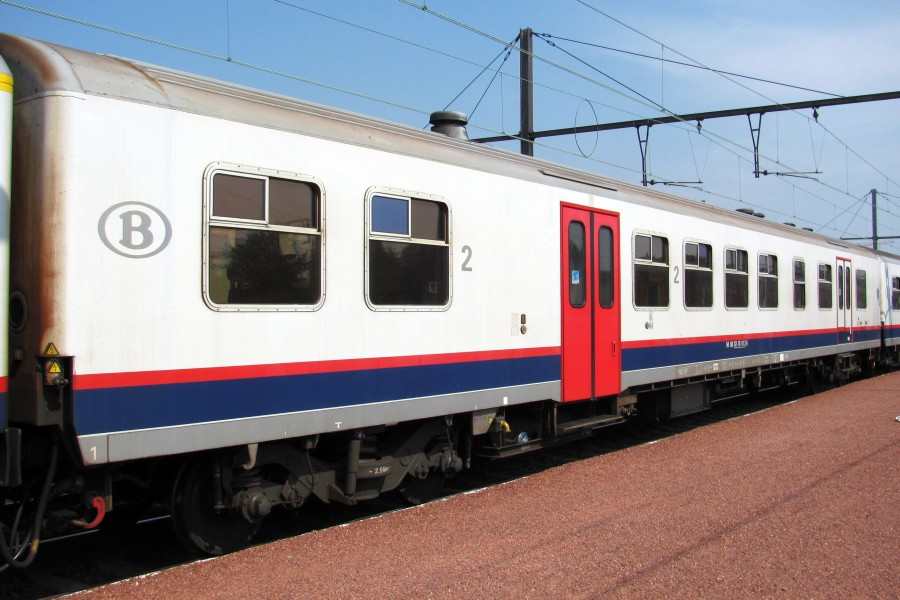
M4 B in Hasselt im Jahr 2011
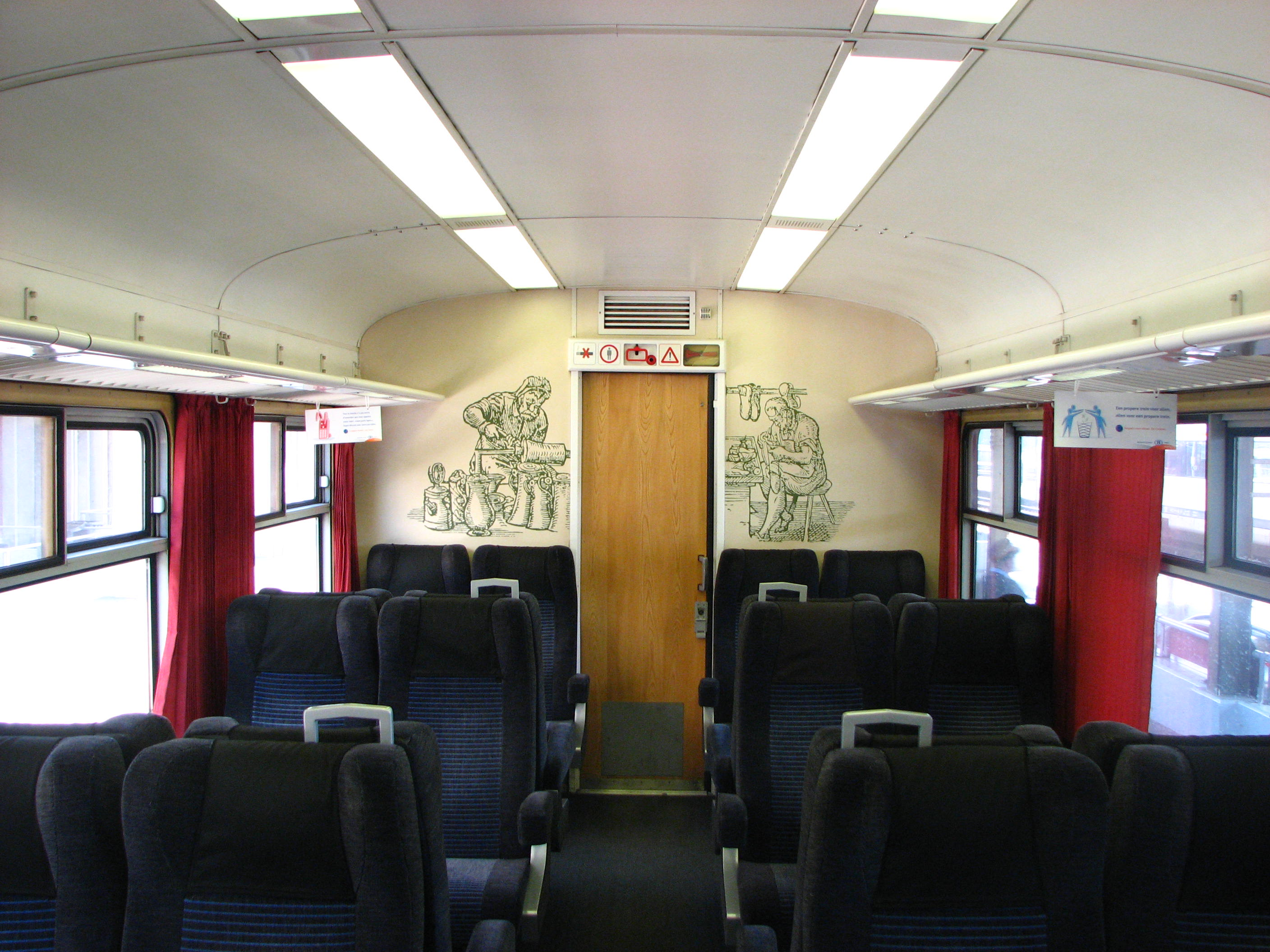
Innenraum in der ersten Wagenklasse
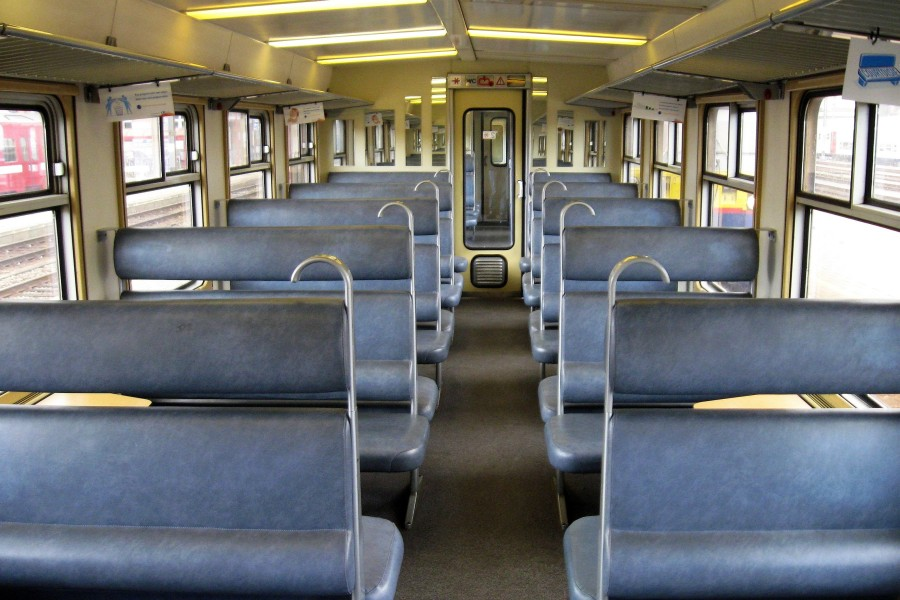
Innenraum in der zweiten Wagenklasse